# Золотоноша Лілія Анатоліївна
Лілія Анатоліївна Золотоноша (24 липня 1963, Єланець — 7 грудня 2023) — українська поетеса, юрист, журналіст, громадський діяч.

## Біографія
Народилася 24 липня 1963 р. в смт. Єланець Миколаївської області. Закінчила юридичний факультет та Інститут журналістики Національного Університету ім. Т. Г. Шевченка.
В 1985–1986 роках — юрист Миколаївського облагропрому, 1987–1994 роках — юрисконсульт Республіканської міжміської телефонної станції в м. Києві (тепер — «Укртелеком»).
1985 — 2000 роках — співробітник Міжнародного молодіжного поетичного центру «Ренесанс», редактор-організатор журналу НАНУ «Слово і час», головний редактор обласної інтернет-газети «Форум регіонів», з 2000 р. працює в Інституті журналістики Київського національного університету ім. Т. Г. Шевченка науковим спіробітником.

## Творча діяльність
Друкується з 1978 р. у періодичних виданнях. Автор книжок «Женские сны» (1996), «По закону огненной спирали» (1999), «Соло свічі» (2001), «Тепер або ніколи» (2004), «Хочу до тебе» (2009).
Член Національної спілки письменників України з 2002 року.
Близько 100 віршів поетеси покладені на музику відомими композиторами — Ігорем Покладом, Геннадієм Татарченком, Віталієм Волкомором, Геннадієм Крупником, Інною Пушкар, Мар'яном Гаденком, Лесею Горовою та іншими. Виконавцями цих пісень є відомі українські та російські співаки, серед яких Наталія Валевська, Оксана Білозір, Таїсія Повалій, Алла Кудлай, Світлана Рижова та багато інших.

## Нагороди
Лауреатка літературної премії імені Олександра Олеся (2014).